# Деншутаи
Деншутаи (јап. 伝習隊 „Denshūtai“) била је елитна јединица војске Токугава шогуната током Бакумацу периода у Јапану. Трупа је основана од стране Отори Кеисукеа уз помоћ француске војске која је позвана да обучава и модернизује снаге тадашње јапанске војске.

Јединица се састојала од 800 људи. Као део наоружања користили су модерне пушке минијевог система марке Енфилд која су биле знатно супериорније наспрам пушака глатке цеви које су до тада биле најзаступљеније у Јапану. 
Јединица је обучавана од стране француских официра Шарл Шанона и Жил Бринеа а као део шогунових снага борила се у Бошин рату 1868—1869. године.